# Nao Kusaka
Nao Kusaka (Kagawa, 20 de novembro de 2000) é um lutador de estilo greco-romana japonês.

## Carreira
Em 2017, Nao Kusaka terminou em quinto lugar no campeonato mundial de cadetes. Um ano depois, ele ganhou medalhas de bronze no campeonato asiático júnior e no campeonato japonês sênior.
Em 2023, ele competiu na categoria greco-romana de 77 kg no Campeonato Mundial de Luta Livre de 2023, realizado em Belgrado, Sérvia, e ganhou a medalha de bronze.
Em 2024, Kusaka competiu no evento greco-romano de 77 kg no Campeonato Asiático de Luta Livre de 2024, realizado em Bishkek, Quirguistão, e ganhou a medalha de ouro. Nos Jogos Olímpicos de Verão de 2024, conseguiu o ouro em sua categoria, após vencer confronto na final contra o cazaque Demeu Zhadrayev.